# Sjulsberget
Sjulsberget är ett naturreservat i Vilhelmina kommun i Västerbottens län.
Området är naturskyddat sedan 1998 och är 737 hektar stort. Reservatet består i sluttningar av urskogsartad, lågproduktiv granskog med inslag av björk. I andra delar finns sumpskog och myrmark.